# 山本麻里
山本 麻里（やまもと まり、1964年〈昭和39年〉1月23日 - ）は、日本の厚生・厚生労働官僚。
内閣官房孤独・孤立対策担当室長、厚生労働省社会・援護局長、桑名市副市長などを歴任。

## 来歴
山口県山口市出身。山口県立山口高等学校を経て、1987年（昭和62年）3月、東京大学教養学部を卒業。同年4月、厚生省へ入省し、厚生省大臣官房人事課に配属。
厚生労働省大臣官房厚生科学課健康危機管理官、同総務課企画官、保険局総務課老人医療企画官、同総務課高齢者医療企画官、社会・援護局援護課長、職業安定局派遣・有期労働対策部外国人雇用対策課長、社会・援護局総務課長などを歴任し、廃棄物処理法の改正やPCB廃棄物処理特別措置法の制定、感染症法の改正やSARS、鳥インフルエンザへの対処、児童福祉法及び児童扶養手当法の改正や子ども虐待防止対策などに携わった。途中、宮城県庁や内閣府に出向し、宮城県保健福祉部児童家庭課長、同健康対策課長、環境省大臣官房廃棄物・リサイクル対策部企画課課長補佐、桑名市副市長、食品安全委員会事務局総務課長などを務めた。
2018年（平成30年）7月31日、厚生労働省大臣官房審議官（医療介護連携担当）に就任。
2019年（令和元年）7月9日、内閣官房内閣審議官に就任。
2021年（令和3年）9月14日、厚生労働省社会・援護局長に就任。
2022年（令和4年）6月28日、内閣官房副長官補付内閣官房内閣審議官兼孤独・孤立対策担当室長に就任。2024年（令和6年）3月31日、辞職。

## 年譜
- 1986年（昭和61年）10月 - 国家公務員採用Ⅰ種試験（経済）合格[1]
- 1987年（昭和62年）
  - 3月 - 東京大学教養学部卒業[1]
  - 4月 - 厚生省入省[1]
  - 4月 - 厚生省大臣官房人事課[1]
  - 4月 - 厚生省社会局老人福祉課[1]
- 1988年（昭和63年）7月 - 厚生省大臣官房老人保健福祉部老人福祉課[1]
- 1989年（平成元年）7月 - 大蔵省主計局調査課[1]
- 1991年（平成3年）7月 - 厚生省年金局年金課[1]
- 1992年（平成4年）4月 - 厚生省年金局企画課[1]
- 1994年（平成6年）7月 - 厚生省保健医療局エイズ結核感染症課課長補佐[1]
- 1995年（平成7年）4月 - 宮城県保健福祉部児童家庭課長[1]
- 1997年（平成9年）4月 - 宮城県保健福祉部健康対策課長[1]
- 1998年（平成10年）4月 - 厚生省社会・援護局地域福祉課課長補佐[1]
- 1999年（平成11年）8月 - 厚生省生活衛生局水道環境部計画課課長補佐[1]
- 2001年（平成13年）
  - 1月 - 環境省大臣官房廃棄物・リサイクル対策部企画課課長補佐[1]
  - 7月 - 厚生労働省大臣官房付[1]
  - 7月 - 内閣府男女共同参画局総務課調査官[1]
- 2003年（平成15年）
  - 8月 - 厚生労働省大臣官房厚生科学課健康危機管理官[1]
  - 8月 - 厚生労働省大臣官房厚生科学課健康危機管理対策室長[1]
- 2004年（平成16年）
  - 7月 - 厚生労働省大臣官房総務課企画官[1]
  - 7月 - （併）雇用均等・児童家庭局総務課虐待虐待防止対策室長[1]
  - 7月 - （併）雇用均等・児童家庭局家庭福祉課母子家庭等自立支援室長[1]
- 2006年（平成18年）9月 - 厚生労働省保険局総務課老人医療企画官[1]
- 2008年（平成20年）
  - 4月 - 厚生労働省保険局総務課高齢者医療企画官[1]
  - 7月 - 厚生労働省社会・援護局援護課長[1]
- 2009年（平成21年）
  - 1月 - 厚生労働省大臣官房付[1]
  - 1月 - 桑名市副市長[1]
- 2011年（平成23年）8月 - 厚生労働省職業安定局派遣・有期労働対策部外国人雇用対策課長[1]
- 2013年（平成25年）
  - 7月 - 厚生労働省大臣官房付[1]
  - 7月 - 内閣府食品安全委員会事務局総務課長[1]
- 2015年（平成27年）10月 - 厚生労働省社会・援護局総務課長[1]
- 2016年（平成28年）
  - 6月 - 内閣官房内閣審議官（内閣官房副長官補付）[1]
  - 6月 - （併）雇用均等・児童家庭局[1]
- 2017年（平成29年）7月 - （併）子ども家庭局[1]
- 2018年（平成30年）
  - 7月 - 厚生労働省大臣官房審議官（医療介護連携担当）[7]
  - 7月 - （併）医政局[7]
  - 7月 - （併）老健局[7]
- 2019年（令和元年）7月 - 内閣官房内閣審議官[8]
- 2021年（令和3年）9月 - 厚生労働省社会・援護局長[5]
- 2022年（令和4年）6月 - 内閣官房副長官補付内閣官房内閣審議官兼孤独・孤立対策室長[3]
- 2024年（令和6年）3月 - 辞職[4]